# Copa Libertadores 1990
W trzydziestej pierwszej edycji Copa Libertadores udział wzięło 19 klubów reprezentujących wszystkie kraje zrzeszone w CONMEBOL oprócz Kolumbii. Każde z 9 państw wystawiło po 2 kluby, nie licząc broniącego tytułu kolumbijskiego klubu Atlético Nacional, który awansował do 1/8 finału bez gry.
Atlético Nacional nie tylko nie zdołał obronić tytułu, ale nie dotarł nawet do finału. W półfinale obrońcy tytułu zmierzyli z paragwajskim klubem Club Olimpia, z którym w poprzednim roku walczyli w finale i wygrali w rzutach karnych. Tym razem także oba zespoły stoczyły zacięty i wyrównany bój, który również trzeba było rozstrzygnąć z pomocą rzutów karnych. Olimpia zrewanżowała się rywalom i dzięki wygranym karnym awansowała do finału. Półfinałowy dwumecz między Atlético Nacional a Olimpią okazał się przedwczesnym finałem, gdyż ekwadorska rewelacja turnieju Barcelona SC, która dotarła do finału po sensacyjnym wyeliminowaniu potężnego argentyńskiego klubu River Plate, okazała się zbyt słaba na utytułowaną drużynę z Paragwaju. Olimpia już drugi raz sięgnęła po największe klubowe trofeum Ameryki Południowej.
W finale znów nie zagrał żaden z klubów reprezentujących kraje należące do wielkiej trójki południowoamerykańskiego futbolu (Argentyna, Brazylia i Urugwaj). Jedynie River Plate dotarł do półfinału, gdzie będąc głównym faworytem turnieju, sensacyjnie odpadł po rozgrywce rzutów karnych z Barceloną.
W pierwszym etapie 20 klubów podzielono na 5 grup po 4 drużyny. Z każdej grupy do następnej rundy awansować miały trzy najlepsze zespoły, jednak z powodu absencji klubów kolumbijskich w pierwszym etapie zagrało 18 klubów, przez co grupa druga miała tylko dwie drużyny z Argentyny. Z tego powodu w grupie 2 walka toczyła się jedynie o lepsze miejsce dające szansę na bardziej dogodne losowanie w etapie pucharowym. Zatem do 1/8 finału awansowało z grup 14 klubów, a jako piętnasty klub awansował broniący tytułu Atlético Nacional.
W 1/8 finału wylosowano siedem par, które wyłoniły siedmiu ćwierćfinalistów. Ósmym ćwierćfinalistą była Club Olimpia, która otrzymała wolny los. W ćwierćfinale wylosowano cztery pary, które wyłoniły czterech półfinalistów. W półfinale dwie pary wyłoniły dwóch finalistów.
W tej edycji żaden z klubów urugwajskich nie zdołał dotrzeć nawet do ćwierćfinału, natomiast z klubów brazylijskich do ćwierćfinału dostał się tylko klub CR Vasco da Gama. Znakomicie spisały kluby z Ekwadoru – Barcelona dotarła do finału, a Emelec Guayaquil do ćwierćfinału, gdzie w walce o półfinał uległ w „bratobójczym” boju Barcelonie.
W tej edycji Copa Libertadores nie wzięły udziału kluby z Kolumbii z tej przyczymy, że nie dokończono mistrzostw kraju w 1989 roku i przez to nie wyłoniono dwóch klubów uprawnionych do startu. Gdy w lidze kolumbijskiej rozegrano już 318 meczów, kolumbijska federacja piłkarska (Federación Colombiana de Fútbol) przerwała mistrzostwa. Stało się to z powodu zamordowania 1 października 1989 roku w Medellín sędziego Alvaro Ortegi.

## 1/16 finału

### Grupa 1Boliwia,Ekwador
| 14.03 Club The Strongest – Oriente Petrolero 2:0 - Gustavo Domingo Quinteros, Julián Jiménez                                                        |
| 14.03 Barcelona SC – Emelec Guayaquil 0:0 |
| 20.03 Club The Strongest – Emelec Guayaquil 4:3 - Gustavo Domingo Quinteros, Julián Jiménez, Mario Ortega, Sergio Luna – Rosso (2), Ney Raúl Avilés |
| 23.03 Oriente Petrolero – Emelec Guayaquil 1:0 - Carlos Da Silva                                                                                    |
| 27.03 Barcelona SC – Oriente Petrolero 2:1 - Carlos Antonio Muñoz, Marcelo Antonio Trobbiani – Jorge Campos                                         |
| 30.03 Emelec Guayaquil – Oriente Petrolero 2:2 - C. Mendoza, Jesús Cárdenas – Carlos Da Silva, Jorge Campos                                         |
| 04.04 Oriente Petrolero – Club The Strongest 1:0 - Marciano Saldías k                                                                               |
| 04.04 Emelec Guayaquil – Barcelona SC 3:1 - Ney Raúl Avilés, Wilson Homero Macías s, Mendoza – Wilson Homero Macías                                 |
| 10.04 Club The Strongest – Barcelona SC 2:1 - Eligio Martínez (2) – Tulio Tayron Quinteros                                                          |
| 14.04 Oriente Petrolero – Barcelona SC 1:1 - Carlos Da Silva – Luis Acosta                                                                          |
| 17.04 Barcelona SC – Club The Strongest 1:0 - David Bravo                                                                                           |
| 20.04 Emelec Guayaquil – Club The Strongest 1:0 - Mendoza                                                                                           |

- z powodu równego bilansu punktów i bramek rozegrano mecze o trzecie miejsce

| 09.05 Barcelona SC – Oriente Petrolero 3:1 - Marcelo Antonio Trobbiani, Luis Acosta (2) – Celio Alves |
| 16.05 Oriente Petrolero – Barcelona SC 3:2, karne 4:5 - Modesto Molina, Roberto Antonio Brunetto, Marciano Saldías – Carlos Antonio Muñoz, Jimmy Alfonso Izquierdo - karne: Celio Alves (+), Romer Antonio Roca (+), Marciano Saldías (+), Wilson Avila (+) José Luis Medrano (-), José Milton Melgar (-), Jorge Monasterio (-) – Wilson Homero Macías (+), David Bravo (+), Luis Acosta (+), Carlos Antonio Muñoz (+), Mario Daniel Saralegui (+), Jimmy Alfonso Izquierdo (-), Marcelo Antonio Trobbiani (-) - rozegrano rzuty karne, gdyż nie liczyły się bramki, lecz punkty |

| Klub               | Mecze | Zw | Rem | Por | Pkt | BrZd | BrStr |
| ------------------ | ----- | -- | --- | --- | --- | ---- | ----- |
| Emelec Guayaquil   | 6     | 2  | 2   | 2   | 6   | 9    | 8     |
| Club The Strongest | 6     | 3  | 0   | 3   | 6   | 8    | 7     |
| Barcelona SC       | 6     | 2  | 2   | 2   | 6   | 6    | 7     |
| Oriente Petrolero  | 6     | 2  | 2   | 2   | 6   | 6    | 7     |

### Grupa 2Argentyna,Kolumbia
| 25.03 River Plate – CA Independiente 0:0                                                  |
| 01.04 CA Independiente – River Plate 1:0 - Carlos Alfaro Moreno                           |
| kluby reprezentujące Kolumbię zostały zmuszone do wycofania się z turnieju przez CONMEBOL |

| Klub             | Mecze | Zw | Rem | Por | Pkt | BrZd | BrStr |
| ---------------- | ----- | -- | --- | --- | --- | ---- | ----- |
| CA Independiente | 2     | 1  | 1   | 0   | 3   | 1    | 0     |
| River Plate      | 2     | 0  | 1   | 1   | 1   | 0    | 1     |

### Grupa 3Chile,Peru
| 11.04 CD Universidad Católica – CSD Colo-Colo 0:0                                                                          |
| 11.04 Club Sporting Cristal – Unión Huaral 0:0                                                                             |
| 17.04 Club Sporting Cristal – CD Universidad Católica 0:0                                                                  |
| 20.04 Unión Huaral – CD Universidad Católica 1:0 - Domingo Farfán                                                          |
| 24.04 Club Sporting Cristal – CSD Colo-Colo 1:2 - Maximiliano Roberto Cincunegui – Sergio Mario Salgado, Ricardo Dabrowski |
| 27.04 Unión Huaral – CSD Colo-Colo 1:1 - Domingo Farfán – Rubén Alberto Espinoza                                           |
| 04.05 CSD Colo-Colo – CD Universidad Católica 1:2 - Sergio Díaz – Rodrigo Hernán Barrera, Andrés Romero                    |
| 04.05 Unión Huaral – Club Sporting Cristal 0:3 - Percy Celso Olivares, César Loyola, Pedro Novella                         |
| 08.05 CD Universidad Católica – Club Sporting Cristal 2:0 - Andrés Romero, Jorge Alejandro Contreras                       |
| 12.05 CSD Colo-Colo – Club Sporting Cristal 2:0 - Raúl Elías Ormeño, Jaime Augusto Pizarro                                 |
| 15.05 CSD Colo-Colo – Unión Huaral 3:1 - Rubén Martínez (2), Jaime Augusto Pizarro – Muñoz                                 |
| 18.05 CD Universidad Católica – Unión Huaral 2:2 - Gerardo Reinoso (2k) – Ernesto Aguirre, Alfonso „Cococho” Reyna         |

| Klub                    | Mecze | Zw | Rem | Por | Pkt | BrZd | BrStr |
| ----------------------- | ----- | -- | --- | --- | --- | ---- | ----- |
| CSD Colo-Colo           | 6     | 3  | 2   | 1   | 8   | 9    | 5     |
| CD Universidad Católica | 6     | 2  | 3   | 1   | 7   | 6    | 4     |
| Unión Huaral            | 6     | 1  | 3   | 2   | 5   | 5    | 9     |
| Club Sporting Cristal   | 6     | 1  | 2   | 3   | 4   | 4    | 6     |

### Grupa 4Urugwaj,Wenezuela
| 25.02 Defensor Sporting – Progreso Montevideo 0:0                                                                             |
| 25.02 Mineros de Guayana – Pepeganga Porlamar 1:0 - Ildemaro Fernández                                                        |
| 04.03 Mineros de Guayana – Progreso Montevideo 1:3 - Eduardo Leites – Pedro Pedrucci, Jonnhy Miqueiro, Eduardo „Bemba” Acosta |
| 07.03 Pepeganga Porlamar – Progreso Montevideo 1:0 - Joao Santana                                                             |
| 11.03 Pepeganga Porlamar – Defensor Sporting 1:0 - Guillermo Cortez                                                           |
| 14.03 Mineros de Guayana – Defensor Sporting 0:0                                                                              |
| 21.03 Progreso Montevideo – Defensor Sporting 1:1 - Alejandro Larrea – Sergio Daniel Martínez                                 |
| 21.03 Pepeganga Porlamar – Mineros de Guayana 2:1 - Carlos Betancourt, Héctor Coll – Enrique Samuel                           |
| 26.03 Progreso Montevideo – Mineros de Guayana 1:1 - Pedro Pedrucci – Pedro Hernández                                         |
| 26.03 Defensor Sporting – Pepeganga Porlamar 1:0 - Cardozo                                                                    |
| 29.03 Progreso Montevideo – Pepeganga Porlamar 2:0 - Alejandro Larrea, Próspero Silva k                                       |
| 29.03 Defensor Sporting – Mineros de Guayana 3:1 - Alvarez s, Guillermo Almada, Sergio Daniel Martínez – Pedro Hernández      |

- z powodu równej liczby punktów rozegrano mecz o pierwsze miejsce

| 04.04 Progreso Montevideo – Defensor Sporting 4:0 - Jonnhy Miqueiro (2), Próspero Silva, Luis Berger |

| Klub                | Mecze | Zw | Rem | Por | Pkt | BrZd | BrStr |
| ------------------- | ----- | -- | --- | --- | --- | ---- | ----- |
| Progreso Montevideo | 6     | 2  | 3   | 1   | 7   | 7    | 4     |
| Defensor Sporting   | 6     | 2  | 3   | 1   | 7   | 5    | 3     |
| Pepeganga Porlamar  | 6     | 3  | 0   | 3   | 6   | 4    | 5     |
| Mineros de Guayana  | 6     | 1  | 2   | 3   | 4   | 5    | 9     |

### Grupa 5Brazylia,Paragwaj
| 14.03 Grêmio Porto Alegre – CR Vasco da Gama 2:0 - Nílson, Darci                                                        |
| 14.03 Club Olimpia – Cerro Porteño 2:1 - Adolfo Ramón Jara Heyn, Luis Alberto Monzón k – Mauricio Pérez                 |
| 27.03 Club Olimpia – Grêmio Porto Alegre 1:0 - Jorge Alberto Guasch                                                     |
| 30.03 Cerro Porteño – Grêmio Porto Alegre 3:1 - Miguel Sanabria, Pedro Garay, Eumelio Ramón Palacios – Cuca             |
| 03.04 Club Olimpia – CR Vasco da Gama 2:1 - Gabriel González, Adriano Samaniego – Tita                                  |
| 06.04 Cerro Porteño – CR Vasco da Gama 1:1 - Miguel Sanabria – Tita                                                     |
| 18.04 Cerro Porteño – Club Olimpia 3:2 - Juan Manuel Battaglia (2, 1k), Ceferino Villagra – Adriano Samaniego, Róbson k |
| 18.04 CR Vasco da Gama – Grêmio Porto Alegre 0:0                                                                        |
| 24.04 Grêmio Porto Alegre – Club Olimpia 2:2 - João Antônio, Nílson – Adriano Samaniego (2)                             |
| 24.04 CR Vasco da Gama – Cerro Porteño 2:0 - Tita, Bebeto                                                               |
| 27.04 CR Vasco da Gama – Club Olimpia 1:0 - Sorato                                                                      |
| 27.04 Grêmio Porto Alegre – Cerro Porteño 0:0                                                                           |

| Klub                | Mecze | Zw | Rem | Por | Pkt | BrZd | BrStr |
| ------------------- | ----- | -- | --- | --- | --- | ---- | ----- |
| Club Olimpia        | 6     | 3  | 1   | 2   | 7   | 9    | 8     |
| Cerro Porteño       | 6     | 2  | 2   | 2   | 6   | 8    | 8     |
| CR Vasco da Gama    | 6     | 2  | 2   | 2   | 6   | 5    | 5     |
| Grêmio Porto Alegre | 6     | 1  | 3   | 2   | 5   | 5    | 6     |

### Obrońca tytułu
| Atlético Nacional jako obrońca tytułu awansował do 1/8 finału bez gry |

## 1/8 finału
| CD Universidad Católica – Club The Strongest 3:1 i 1:1 1. 08.08 Andrés Romero (2), Hugo Monardes – Mario Ortega 2. 15.08 José Alberto Percudani – Alberto Illanes |
| CR Vasco da Gama – CSD Colo-Colo 0:0 i 3:3, karne 5:4 1. 08.08 0:0 2. 15.08 Bismarck, Roberto Dinamite, William – Rubén Alberto Espinoza (2, 1k), Marcelo Pablo Barticciotto 3. karne: Sorato (+), Bismarck (+), William (+), Roberto Dinamite (+), Célio Silva (+) – Sergio Díaz (+), Jaime Augusto Pizarro (+), Eduardo Enrique Vilches (+), Julio Pastén (+), Rubén Alberto Espinoza (obronił Acácio) |
| Cerro Porteño – Atlético Nacional 0:0 i 0:1 1. 08.08 0:0 2. 15.08 Rubén Darío Hernández |
| Defensor Sporting – River Plate 1:2 i 1:2 1. 05.08 Sergio Daniel Martínez – Enrique Ernesto Corti, Sergio Ángel Berti 2. 12.08 William Gutiérrez – Carlos Alberto Enrique, Enrique Ernesto Corti |
| Pepeganga Porlamar – CA Independiente 0:6 i 0:3 1. 04.08 Ricardo Omar Giusti, Rubén Darío Insúa, Mario Lobo, José María Bianco (2), Claudio Aníbal Osterrieth 2. 15.08 José María Bianco, Rubén Darío Insúa k, Claudio Aníbal Osterrieth |
| Unión Huaral – Emelec Guayaquil 1:0 i 0:2 1. 09.08 1:0 Domingo Farfán 56 2. 15.08 0:1 Juan Carlos de Lima 69, 0:2 Juan Carlos Daza 89 w 60 minucie wyrzucony został z boiska Juan C. Cabanillas, piłkarz klubu Unión Huaral |
| Barcelona SC – Progreso Montevideo 2:0 i 2:2 1. 08.08 Jimmy Alfonso Izquierdo (2, 1k) 2. 14.08 Jimmy Alfonso Izquierdo, David Bravo – Gustavo Machaín, Luis Ramos |
| Wolny los: Club Olimpia |

## 1/4 finału
| Club Olimpia – CD Universidad Católica 2:0 i 4:4 1. 22.08 Raúl Vicente Amarilla (2, 1k) 2. 29.08 Adriano Samaniego, Luis Alberto Monzón (2, 1k), Gabriel González – Jorge Alejandro Contreras, Gerardo Reinoso k, Andrés Romero (2) |
| CR Vasco da Gama – Atlético Nacional 0:0 i 0:1 1. 22.08 0:0 2. 29.08 rozegrany w Medellin mecz zakończony wynikiem 0:2 dla Atlético Nacional został anulowany 6 września przez CONMEBOL. Stało się to na skutek protestu działaczy klubu Vasco da Gama skarżących się na naciski na urugwajskiego sędziego Juana Daniela Cardellino (grożenie śmiercią) przez lokalnych baronów narkotykowych. Z powodu tego incydentu CONMEBOL zakazał międzynarodowych meczów w Kolumbii. 3. 13.09 Níver Arboleda (mecz rozegrany w Santiago) |
| River Plate – CA Independiente 2:0 i 1:1 1. 22.08 Sergio Ángel Berti, José Tiburcio Serrizuela k 2. 29.08 Ramón Ismael Medina Bello – Claudio Aníbal Osterrieth |
| Emelec Guayaquil – Barcelona SC 0:0 i 0:1 1. 22.08 2. 29.08 Manuel Antonio Uquillas |

## 1/2 finału
| Atlético Nacional – Club Olimpia 1:2 i 3:2, karne 1:2 1. 20.09 Níver Arboleda – Adriano Samaniego, Raúl Vicente Amarilla 2. 26.09 Níver Arboleda, José René Higuita k, Rubén Darío Hernández – Raúl Vicente Amarilla, Luis Alberto Monzón 3. karne: Jaime Arango (+), Rubén Darío Hernández (-), Juan Jairo Galeano (-), Gildardo Biderman Gómez (-), José René Higuita (-), Felipe Pérez (-) – Luis Alberto Monzón (+), Silvio Suárez (+), Ever Hugo Almeida (-), Adriano Samaniego (-), Cristóbal Cubilla (-), Raúl Vicente Amarilla (-) - pierwszy mecz rozegrano w Santiago z powodu incydentu mającego miejsce w ćwierćfinale między Atlético Nacional a CR Vasco da Gama |
| River Plate – Barcelona SC 1:0 i 0:1, karne 3:4 1. 05.09 Ariel Seferino Beltramo 2. 12.09 Luis Acosta k 3. karne: Jimmy Alfonso Izquierdo (+), David Bravo (+), Wilson Homero Macías (+), Mario Daniel Saralegui (+) – José Tiburcio Serrizuela (-), Sergio Ángel Berti (+), Juan José Borrelli (+), Gustavo Miguel Zapata (+), Da Silva (-) |

## FINAŁ
| Club Olimpia – Barcelona SC 2:0 i 1:1 |
| 3 października 1990 Asunción Estadio Defensores del Chaco (~35 000) Club Olimpia – Barcelona SC 2:0 (1:0) Sędzia: Juan Daniel Cardellino (Urugwaj) Bramki: 1:0 Raúl Vicente Amarilla 25, 2:0 Adriano Samaniego 78 Club Olimpia: Ever Hugo Almeida – Juan Zacarías Ramírez, Miguel Ramírez, Remigio Fernández, Silvio Suárez, Jorge Alberto Guasch, Fermin Balbuena (Cristóbal Cubilla), Luis Alberto Monzón, Gabriel González, Adriano Samaniego, Raúl Vicente Amarilla. Trener: Luis Cubilla. Barcelona SC: Carlos Luis Morales – Jimmy Alfonso Izquierdo, Martínez, Wilson Homero Macías, Freddy Egberto Bravo, Mario Daniel Saralegui, Carlos Antonio Muñoz (Hans Maldonado), Johnny Proaño (David Bravo), Marcelo Antonio Trobbiani, Jimmy Jiménez, Luis Acosta. Trener: Miguel Ángel Brindisi.                         |
| 10 października 1990 Guayaquil Estadio Monumental (~55 000) Barcelona SC – Club Olimpia 1:1 (0:0) Sędzia: Juan Carlos Loustau (Argentyna) Bramki: 1:0 Marcelo Antonio Trobbiani 62, 1:1 Raúl Vicente Amarilla 81 Barcelona SC: Carlos Luis Morales – Jimmy Alfonso Izquierdo, Wilson Homero Macías, Freddy Egberto Bravo, Julio Guzmán (Johnny Proaño), Mario Daniel Saralegui, Carlos Antonio Muñoz, David Bravo, Marcelo Antonio Trobbiani, Manuel Antonio Uquillas, Luis Acosta. Trener: Miguel Ángel Brindisi Club Olimpia: Ever Hugo Almeida – Juan Zacarías Ramírez, Miguel Ramírez, Remigio Fernández, Silvio Suárez, Jorge Alberto Guasch, Fermin Balbuena, Adolfo Ramón Jara Heyn (Gabriel González), Luis Alberto Monzón, Adriano Samaniego, Raúl Vicente Amarilla (Carlos Vidal Sanabria). Trener: Luis Cubilla. |

## Klasyfikacja
Poniższa tabela ma charakter statystyczny. O kolejności decyduje na pierwszym miejscu osiągnięty etap rozgrywek, a dopiero potem dorobek bramkowo-punktowy. W przypadku klubów, które odpadły w rozgrywkach grupowych o kolejności decyduje najpierw miejsce w tabeli grupy, a dopiero potem liczba zdobytych punktów i bilans bramkowy.
| Poz                                                                      | Klub                    | Mecze | Zw | Rem | Por | Pkt | BrZd | BrStr |
| ------------------------------------------------------------------------ | ----------------------- | ----- | -- | --- | --- | --- | ---- | ----- |
| 1                                                                        | Club Olimpia            | 12    | 6  | 3   | 3   | 15  | 22   | 17    |
| 2                                                                        | Barcelona SC            | 16    | 6  | 5   | 5   | 17  | 18   | 17    |
| 3                                                                        | River Plate             | 8     | 4  | 2   | 2   | 10  | 8    | 5     |
| 4                                                                        | Atlético Nacional       | 6     | 3  | 2   | 1   | 8   | 6    | 4     |
| 5                                                                        | CD Universidad Católica | 10    | 3  | 5   | 2   | 11  | 14   | 12    |
| 6                                                                        | Emelec Guayaquil        | 10    | 3  | 3   | 4   | 9   | 11   | 10    |
| 7                                                                        | CR Vasco da Gama        | 10    | 2  | 5   | 3   | 9   | 8    | 9     |
| 8                                                                        | CA Independiente        | 6     | 3  | 2   | 1   | 8   | 11   | 3     |
| 9                                                                        | Progreso Montevideo     | 9     | 3  | 4   | 2   | 10  | 13   | 8     |
| 10                                                                       | CSD Colo-Colo           | 8     | 3  | 4   | 1   | 10  | 12   | 8     |
| 11                                                                       | Club The Strongest      | 8     | 3  | 1   | 4   | 7   | 10   | 11    |
| 12                                                                       | Cerro Porteño           | 8     | 2  | 3   | 3   | 7   | 8    | 9     |
| 13                                                                       | Defensor Sporting       | 9     | 2  | 3   | 4   | 7   | 7    | 11    |
| 14                                                                       | Unión Huaral            | 8     | 2  | 3   | 3   | 7   | 6    | 11    |
| 15                                                                       | Pepeganga Porlamar      | 8     | 3  | 0   | 5   | 6   | 4    | 14    |
| 16                                                                       | Oriente Petrolero       | 8     | 3  | 2   | 3   | 8   | 10   | 12    |
| 17                                                                       | Grêmio Porto Alegre     | 6     | 1  | 3   | 2   | 5   | 5    | 6     |
| 18                                                                       | Club Sporting Cristal   | 6     | 1  | 2   | 3   | 4   | 4    | 6     |
| 19                                                                       | Mineros de Guayana      | 6     | 1  | 2   | 3   | 4   | 5    | 9     |
| Podsumowanie: 81 meczów, w tym 27 remisów, 182 bramki – 2.25 bramki/mecz |                         |       |    |     |     |     |      |       |